# Bechcice (Konstantynów Łódzki)
Bechcice – część miasta Konstantynowa Łódzkiego w województwie łódzkim, w powiecie pabianickim, do 1975 północno-wschodnia część wsi Bechcice. Leżą na zachodnich rubieżach miasta, w okolicach ulicy Stare Bechcice.

## Historia
Bechcice znajdują się na historycznej ziemi sieradzkiej; w drugiej połowie XVI wieku Bechcice znajdowały się w powiecie szadkowskim województwa sieradzkiego. 
Od 1867 w gminie Lutomiersk. Pod koniec XIX wieku liczyły 277 mieszkańców. W okresie międzywojennym należały do powiatu łaskiego w woj. łódzkim. 2 października 1933 utworzono gromadę Bechcice w granicach gminy Lutomiersk, składającą się ze wsi Bechcice i folwarku Bechcice.
Podczas II wojny światowej włączona do III Rzeszy. Po wojnie Bechcice powróciły do powiatu łaskiego woj. łódzkim jako jedna z 14 gromad gminy Lutomiersk. W związku z reorganizacją administracji wiejskiej jesienią 1954, Bechcice weszły w skład nowej gromady Lutomiersk. 1 stycznia 1958 gromadę włączono do powiatu łódzkiego w tymże województwie. W 1971 roku ludność wsi wynosiła 433.
Od 1 stycznia 1973 sołectwo w gminie Lutomiersk w powiecie łódzkim.
29 kwietnia 1975 północno-wschodnią część Bechcic (180 ha) włączono do Konstantynowa Łódzkiego.